# Amateras
株式会社Amateras（アマテラス 英: Amateras Co., Ltd.）は、京都府京都市下京区四条通に本拠を置く浄水器のレンタル及び卸売等を営む日本の企業。
浄水器のレンタル及び卸売をはじめ空気清浄機、家庭用各種医療用器具、寝具用品の販売、駐車場の管理及び仲介など不動産業、金属リサイクル業などを行っている企業である。

## 会社概要
浄水器の製造、販売、レンタルを主たる事業とするが、医療用具、寝具の販売及び、不動産部門も併せ持つ。
浄水器では後発メーカーながら、日本各地で採取される天然石やサンゴなど自然素材にこだわった多層ろ材を採用した高品質浄水器を低価格のレンタルで販売したことから、京都府内を中心に関西で急速にシェアを伸ばす。
創業者が京都府内の一級河川の源流で偶然見つけた山中の湧水を毎日使っていたところ子どものアトピー性皮膚炎がほぼ完治したことから、水に関心を持ち始め、浄水器の開発に打ち込み、自然素材にこだわった高性能浄水とミネラル成分を天然石を通すことで水に湧出させ、人工的なミネラルウォーターを作り出すという発想のもとに全国の石を探し求め、多くの自然石を使った多層式浄水器を開発。社名のAmaterasは、創業者が理想の石を探し求めるうちに、石材としても使用されている宮崎県日之影町大字見立の鉱山の天照石（見立礫岩）に行きつき、ろ材に採用したことなどに由来する。現在では製品のほとんどに「天照」が付けられている。

## 沿革
- 2010年（平成22年）
  - 3月 - 浄水器などの卸売業として、株式会社AMATERASを設立。
  - 6月 - 家庭用浄水器（天照美水）発売。
  - 7月 - レンタル用高性能家庭用浄水器（TB-250）発売。
  - 8月 - 家庭用浄水器（天照美水US）アンダーシンクタイプ発売。
- 2011年（平成23年）
  - 5月 - 家庭用磁気流体活性器（MAGNET CLASTER）発表。
  - 6月 - 外食産業に進出。京都祇園におむすび処「花むすび」出店。
  - 11月 - 家庭用浴用浄水器（天照の湯）、家庭用浴用温浴器（天照泉）発売。
- 2012年（平成24年）
  - 3月 - 駐車場管理事業「jpis」を設立（現・Amateras不動産部）。
  - 7月 - 金属リサイクル事業「吉村金属」を設立（現・Amaterasリサイクル事業部）。
  - 10月 - 「jpis」及び「吉村金属」事業拡大のため、おむすび処「花むすび」閉店。
- 2013年（平成25年）
  - 2月 - 株式会社Amaterasに改名。
  - 5月 - ホームプロテクトウォータージェットシステム（天照源）発売。
  - 6月 - ネオジム・ホルミスマット「癒し」発売。
  - 11月 - 浄水器用ミネラル活性器「ミネラルα」発売。
- 2014年（平成26年）1月 - Amateras水道工事部設立。
- 2015年（平成27年）- レンタル浄水器高性能家庭用浄水器「天照水」と初の空気清浄機で、ファンを使わない無音省エネ型空気清浄機「天照の風」を開発・発売。マスコットキャラクター『あま丸君』が登場[3][5][6]。
- 2016年（平成28年）- 兵庫県警西宮署が「水道のさびが取れる」と偽って浄水器を販売した疑いで社長らを書類送検した[7]。

## 主要製品

### 浄水器
- 天照水 - TB-250をさらにバージョンアップした家庭向けレンタル浄水器。見立礫岩（天照石）をはじめ7種類のろ材が使用されている[3]。

- 天照美水 - ミネラルハーモニーシステム

磁石、鉛除去活性炭、銀添着粒状活性炭、バナジウムセラミック、天照石その他、計9種類の濾材を使用し浄水すると同時に各種ミネラル成分を溶出させることによって天然のミネラルウォーターに近い水を作りだす装置。
水質基準平成15年厚生労働省令第101号により、大阪市の水道水を5ℓ/分通水し採水後測定により、残留塩素、トリハロメタン、細菌類など各種項目で残留成分が検出されなかった。
- 天照美水US - アンダーシンク用浄水器[9]

磁石、アパタイト、抗菌粒状活性炭、備長炭、天照石、トルマリン、医王石、SNセラミック、天然サンゴを濾材に使用。
財団法人日本食品分析センター水質検査済み（水質検査結果成績発行番号 第298020821-001号、002号）

### 家庭用温浴器
- 天照泉 - 10種類のセラミックボールと天然鉱石を利用した家庭用温浴器[6]。

### 活水装置
- 天照源 - セラミック活水装置で3種類の遠赤外線、制菌、特殊セラミックと天照石を利用した活水装置[6]。

### 空気清浄機
- 天照の風 - ファンを使わないファンレス起風方式を採用。無音であるため24時間運転が可能の空気清浄機。省エネタイプで8wの消費電力[3]。

※その他、マグネットクラスター、MINERAL-αなど。

## 事業所
- 京都府京都市下京区四条通西洞院東入新釜座町716-1 四条平野ビル5階[3]

## 交通アクセス
- 阪急京都線 烏丸駅より徒歩4分
- 地下鉄烏丸線 四条駅より徒歩5分